# Alexander Michailowitsch Suglobow
Alexander Michailowitsch Suglobow (russisch Александр Михайлович Суглобов; * 15. Januar 1982 in Elektrostal, Russische SFSR) ist ein ehemaliger russischer Eishockeyspieler, der unter anderem für die New Jersey Devils und  Toronto Maple Leafs in der National Hockey League sowie für den HK Spartak Moskau, HK ZSKA Moskau und Lokomotive Jaroslawl in der russischen Superliga respektive Kontinentalen Hockey-Liga aktiv war.

## Karriere

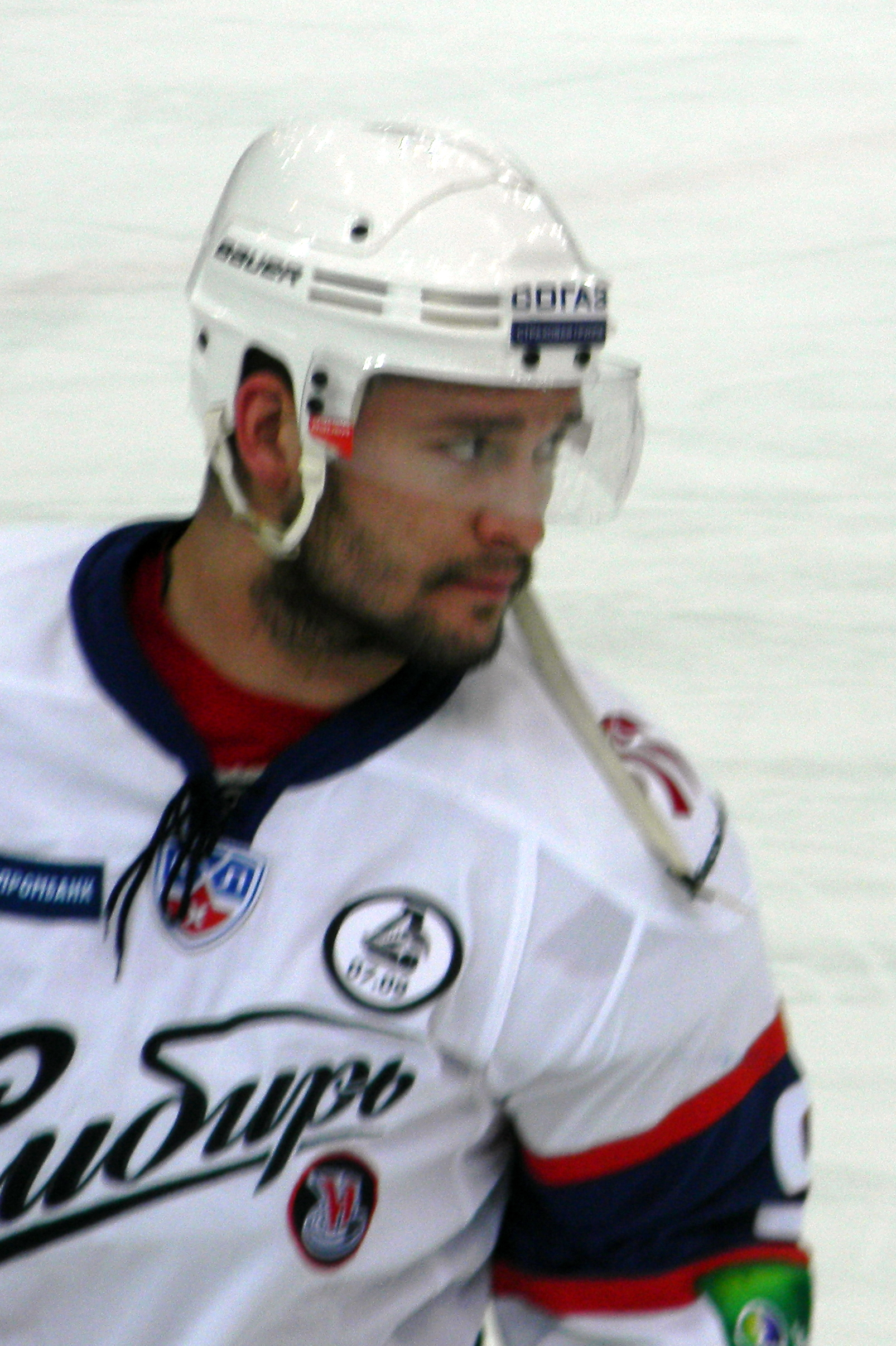
Alexander Suglobow (2012)

Alexander Suglobow begann seine Karriere 1998 beim HK ZSKA Moskau, wo er bis 1999 unter Vertrag stand. In der Spielzeit 1999/2000 wurde er von Lokomotive Jaroslawl verpflichtet, wo er bis mit zwei kurzen Unterbrechungen bis 2003 spielte. Beim NHL Entry Draft 2000 wählten die New Jersey Devils ihn in der zweiten Runde an der 56. Stelle aus, für die er zwei Spiele in der National Hockey League absolvierte. Von 2006 bis 2007 stand der Russe 16-mal für die Toronto Maple Leafs auf dem Eis, ansonsten wurde er größtenteils in den nordamerikanischen Farmteams eingesetzt. 2007 entschloss er sich zu einer Rückkehr nach Russland zuerst für fünf Partien zum SKA Sankt Petersburg und anschließend HK ZSKA Moskau, für den er bis 2010 auflief.
In der Saison 2010/11 spielte Suglobow in der KHL für seine Ex-Klubs HK Spartak Moskau und HK ZSKA Moskau. Zur folgenden Spielzeit wurde er zunächst von Torpedo Nischni Nowgorod verpflichtet. Nach vier Spielen wurde sein Vertrag am 3. Oktober 2011 aufgelöst. Bereits zwei Tage später wechselte er jedoch zum Ligarivalen HK Sibir Nowosibirsk.
Ab Mai 2012 stand er beim HK Traktor Tscheljabinsk unter Vertrag und absolvierte bis November des gleichen Jahres 15 KHL-Partien für den Verein, ehe er zu Spartak Moskau zurückkehrte.

### International
Mit der russischen U20-Nationalmannschaft nahm Alexander Suglobow an der Junioren-Weltmeisterschaft 2002 teil. Daneben absolvierte er sieben Spiele bei der Weltmeisterschaft 2003 und schoss dabei drei Tore.

## Erfolge und Auszeichnungen
- 2002 Russischer Meister mit Lokomotive Jaroslawl
- 2003 Russischer Meister mit Lokomotive Jaroslawl
- 2006 AHL All-Star Classic

## Statistik
(Stand: Ende der Saison 2012/13)